# Бакиров, Варишан Нариман-Оглы
Варишан Нариман-Оглы Бакиров (род. 22 июня 2005, Бежецк, Россия) — российский спортсмен, специализирующийся на карате в дисциплине ката. Чемпион России по карате (2024), серебряный призёр Кубка России по карате (2024), серебряный призёр Игр БРИКС по карате (2024). Мастер спорта России международного класса по карате (2025).

## Биография
Родился 22 июня 2005 года в российском городе Бежецк, затем сразу же вместе с родителями перебрался в Тверь, где жил в нём до 16 лет, после чего переехал в город Клин.
После окончания 11 классов школы, Бакиров поступил в российский университет спорта «ГЦОЛИФК» на направление «Реклама и связи с общественностью».
Заниматься спортом начал с пяти лет, после того, как был отдан матерью на секцию карате.

## Спортивные достижения

### Чемпионаты

#### Взрослые чемпионаты
- Чемпионат России по карате (Москва, Россия, 2024)[1].
- Кубок России по карате (Нижний Новгород, Россия, 2024)[2].
- Игры БРИКС, карате (Казань, Россия, 2024)[3][4][5].

- Международный турнир Moscow Karate Universe (Москва, Россия, 2024)[6].

#### Молодёжные чемпионаты
- Первенство России по карате (Тюмень, Россия, 2020).
- Первенство России по карате (Видное, Россия, 2022).
- Первенство России по карате (Южно-Сахалинск, Россия, 2023).
- Karate 1-Youth League (Лимасол, Кипр, 2019).
- Karate 1-Youth League (Венеция, Италия, 2018).

### Спортивные звания
- Мастер спорта России международного класса по карате (2025)[7].